# Jeremy Garelick
Jeremy Garelick (né le 30 novembre 1975 à New York) est un scénariste, réalisateur et producteur américain.

## Biographie

### Enfance et éducation
Jeremy Garelick est né à New York. Il a fait ses études à l'université Yale dont il a obtenu un diplôme en études de cinéma.

### Carrière
Après avoir obtenu son diplôme, Jeremy Garelick a commencé sa carrière en tant qu'assistant au département de littérature cinématographique de la Creative Artists Agency. Il a été l'assistant du réalisateur Joel Schumacher sur les films Tigerland, Bad Company et Phone Game. Il était le directeur de la seconde unité du film Veronica Guerin de Schumacher en 2003. Alors qu'il travaillait sur le film Veronica Guerin en 2002, Jeremy Garelick a vendu The Golden Tux, un scénario qu'il a co-écrit avec Todd Phillips, à Dimension Films. Le scénario a attiré l'attention de Vince Vaughn, qui a amené Jeremy Garelick pour co-écrire et coproduire La Rupture. Après le succès commercial de La Rupture, Jeremy Garelick a de nouveau travaillé avec Phillips sur une réécriture non-créditée de Very Bad Trip. Le film a rencontré un succès critique et commercial majeur, rapportant plus de 465 millions de dollars au box-office.
En 2013, Jeremy Garelick a été embauché par Screen Gems pour réaliser et produire Témoin à louer, un long métrage dérivé de The Golden Tux. Malgré des critiques négatives, le film a été un succès au box-office lors de sa première en 2015, générant plus de 79 millions de dollars de recettes dans le monde. En 2018, Jeremy Garelick a co-créé, réalisé, écrit et produit Best. Worst. Weekend. Ever., une série Netflix de huit épisodes. En 2023, Jeremy Garelick a réalisé Murder Mystery 2, un film Netflix avec Jennifer Aniston et Adam Sandler.

### American High
En 2017, avec son partenaire de production Will Phelps, Jeremy Garelick rachète l'A. V. Zogg School à Liverpool pour 1 million de dollars, avec l'intention d'y tourner trois longs-métrages centrés sur la vie lycéenne à un coût très inférieur aux coûts de production habituels. En réemployant le même emplacement, Jeremy Garelick espérait réaliser plusieurs millions de dollars d'économies grâces aux fortes incitations fiscales offertes pour tourner dans le centre de New York, tout en réduisant les coûts de fonctionnement. Sous la bannière American High, Jeremy Garelick a produit deux films : Banana Split pour 1,2 million de dollars et Holly Slept Over pour 500 000 dollars.
Le troisième film d'American High, Big Time Adolescence, une comédie sur le passage à l'âge adulte avec Pete Davidson et Jon Cryer, a été un succès critique. Après sa projection au Sundance Film Festival 2019, les droits du film ont été vendus à Hulu. Le service de streaming et American High ont ensuite signé un accord de licence de huit films.
Jeremy Garelick a ensuite produit, via American High, les films Looks That Kill, The Ultimate Playlist of Noise et Plan B. En août 2020, Jeremy Garelick a fait ses débuts en tant que réalisateur dans American High avec The Binge, une parodie de American Nightmare se déroulant dans un monde où la drogue et l'alcool sont illégaux, sauf pour une journée. Il a été annoncé qu'une suite entrerait en production en janvier 2022. Quatre autres films d'American High sont actuellement en post-production.
En 2020, Jeremy Garelick a été désigné « Top Innovator » par le Hollywood Reporter pour son rôle dans la création d'American High. Chaque production d'American High emploie une dizaine d'étudiants d'universités environnantes, telle l'université de Syracuse, l'Ithaca College et le Le Moyne College. En août 2020, Jeremy Garelick a annoncé qu'American High déménagerait, invoquant des coûts de fonctionnement élevés et des difficultés de mise aux normes. Cependant, en décembre 2021, American High est toujours en activité à l'AV Zogg School.

## Filmographie

### Films collaboratifs
| Année | Film                           | Réalisateur | Scénariste | Producteur | Notes                          |
| ----- | ------------------------------ | ----------- | ---------- | ---------- | ------------------------------ |
| 2006  | La Rupture                     |             | Oui        | Oui        |                                |
| 2009  | Very Bad Trip                  |             | Oui        |            | Réécriture non-créditée        |
| 2015  | Témoin à louer                 | Oui         | Oui        | Oui        | Débuts en tant que réalisateur |
| 2018  | Family                         |             |            | Oui        |                                |
| 2018  | Banana Split                   |             |            | Oui        |                                |
| 2019  | Big Time Adolescence           |             |            | Oui        |                                |
| 2020  | Holly Slept Over               |             |            | Oui        |                                |
| 2020  | Looks That Kill                |             |            | Oui        |                                |
| 2020  | The Binge                      | Oui         |            | Oui        |                                |
| 2021  | The Ultimate Playlist of Noise |             |            | Oui        |                                |
| 2021  | Plan B                         |             |            | Oui        |                                |
| 2023  | Murder Mystery 2               | Oui         |            |            | Post-production                |

### Télévision et web-séries
| Année | Titre                                    | Réalisateur | Scénariste | Producteur | Remarques                              |
| ----- | ---------------------------------------- | ----------- | ---------- | ---------- | -------------------------------------- |
| 2002  | Is This Your Mother?                     | Oui         | Oui        | Oui        | Court-métrage                          |
| 2014  | The Rebels                               |             | Oui        | Exécutif   | Épisode pilote                         |
| 2015  | Life in Pieces                           | Oui         |            |            | Épisode : Sleepy Email Brunch Tree     |
| 2015  | DeTour                                   | Oui         |            |            | Téléfilm                               |
| 2016  | The Grinder                              | Oui         |            |            | Épisode : Exodus (Pt. 1)               |
| 2016  | Cooper Barrett's Guide to Surviving Life | Oui         |            |            | Épisode : How to Survive Your Crazy Ex |
| 2018  | Best.Worst.Weekend.Ever.                 | Oui         | Oui        | Oui        |                                        |

### Acteur
| Année | Titre              | Rôle                            | Remarques |
| ----- | ------------------ | ------------------------------- | --------- |
| 2014  | Dumb and Dumber To | Participant à la conférence KEN |           |